# 小黑屋
《小黑屋》是一款开源的線上文字角色扮演遊戲。它最初于2013年6月10日由加拿大独立工作室Doublespeak Games發佈在网络浏览器上。同年稍晚，它在iOS设备的App Store上发布。2014年，其前传《少尉》在iOS平台上发布，提供了更多關於這個世界和角色的背景故事。Android版本于2016年发布。任天堂Switch版本于2019年4月12日发布，但不久後暫時從任天堂eShop中下架。

## 游戏玩法
游戏开始时，玩家在經歷了一個神秘事件後，在一個寒冷、黑暗的房間裡醒來。最初，玩家只能在房間裡點火並維持火勢。隨著遊戲進行，玩家逐漸獲得能夠收集資源、與陌生人互動、建立村莊和探索世界的能力。随着游戏的进展，可用的资源和探索的种类和数量会增加。根據《紐約客》报道，「接下來的是一個奇怪的混合體，既是神秘故事的一部分，也是智慧型手機生產應用程式的一部分……遊戲喚起了二十世紀七十年代最簡單的文字冒險遊戲，同時激發了現代人不斷檢查手機的衝動。這款遊戲就像是一個由解構的待辦事項清單組成的拼圖。」該網站補充：「你可以從片段中開始看到結構的出現，但這個結構將帶你走向何方仍然無法預測，因此推動你不斷按下小小的文字按鈕的衝動變得更強。」

## 劇情
遊戲開始時，玩家在一個黑暗的房間裡點燃了一堆火堆。不久之后，一名女子跌跌撞撞地走进房间并倒下。因為難以入睡且受到「聲音」的困擾，玩家開始從附近的森林收集資源以平靜下來。最後，女子恢復了意識，並透露她是一名建築工，可以幫助玩家。這名建築工幫助玩家角色建立了一個村莊，供流浪者安居。村民幫忙收集資源，但玩家過度使喚他們，使他們基本上成為奴隸。在某個時刻，玩家極度的漫遊慾驅使他們獲得了一個指南針，並探索了村莊外的地區。玩家角色進入了一個充滿著破敗廢墟和敵對敵人的末世荒原。如果玩家角色在探索過程中死亡，他們會在村莊中復甦，看來是由建築工頸上的一個發光的吊墜使他們復活。在探索荒原時，玩家角色發現了一艘被遺棄的「漫遊者」飛船，並將其帶回了村莊。最終，建築工對玩家對村民的虐待和在荒原中的暴力行為感到厭惡，突然消失了，只留下她的吊墜。在荒原中，玩家可以遇到一位老漫遊者，他詳述了自己過去是太空艦隊上的一名上將，有摧毀了許多行星的經歷。最終，透過許多線索，玩家得知「漫遊者」其實是一種外星生物，他們侵略行星並將其變成廢墟。玩家，一名漫遊者，使用太空船進入外太空，尋找建築工。然而，太空船遇到了一個流星群，遭受了重創，墜回了行星表面，遊戲重新回到開頭。
在另一個結局中，如果沒有建造村莊，當建築工因疲憊而倒下時，將會獲得這條吊墜。荒地部分按正常流程進行，建築工最終醒來並對玩家角色的心態改變表現樂觀。玩家和建築工一起登船。當遇到流星群時，建築工使用某種念力將排除危險，血從耳朵和鼻子流出，向玩家告別後昏倒。玩家成功逃离该星球，但可能以建築工的生命作为代价。

## 开发
《小黑屋》是由Michael Townsend創作的，他是Doublespeak Games的創始人兼首席開發者。這款遊戲於2013年6月10日以網頁遊戲的形式發佈。據Townsend所說，這款遊戲的設計目的是通過環境的線索來完整地講述故事，而不是依賴敘述和對話。2013年7月，Townsend在GitHub上發布了這款遊戲的原始碼，並採用MPL 2.0開源許可證。不久之後，開發者Amir Rajan聯繫了Townsend，請求將這款遊戲改編為iOS版本的許可。Amir使用RubyMotion移植工具鏈將這款遊戲移植到iOS，並於2013年底在App Store上發布。《小黑屋》的Android移植版本於2016年發布。該遊戲的任天堂Switch版本於2019年4月12日發布。在4月26日，這款遊戲被從任天堂eShop下架，因為Rajan在遊戲中包含了一個Ruby編輯器，他稱之為“最後一秒的火花”。Rajan就此事件道歉，表示他只是想讓人們接觸編程。該遊戲於2020年5月7日在日本發布，並且後來已經在北美eShop上恢復銷售。
在2020年10月12日，開源貢獻者Jonathon Orsi為網頁遊戲增加了音頻功能，並創建了各種lo-fi音效和背景音樂。

## 评论
TouchArcade給這款遊戲評了4分（滿分5分），並寫道：“這確實是一個奇怪的小遊戲，但我絕對會推薦《小黑屋》給那些欣賞特別的角色扮演遊戲、執著遊戲體驗的玩家，或者是任何想要尋找與眾不同的東西的人。”Slide to Play給這款遊戲評了3分（滿分4分），評論說：“一開始可能不起眼，但如果你堅持夠長的時間，很容易就會被《小黑屋》所吸引。” 148Apps給這款遊戲評了3分（滿分5分），並寫道：“《小黑屋》可能歷久不衰，也可能真的很引人入勝，但在iOS版本中，它的界面感覺尚未完善。”
《紐約客》解釋道：“當《小黑屋》於2013年底首次在iPhone上發布時，這款遊戲入圍了許多年度最佳遊戲列表，包括《福布斯》、《Paste》和遊戲網站《Giant Bomb》的榜單。”這款應用程式“在四月迅速成為App Store遊戲部分最多下載的應用程式，並保持在著這個位置整個月”。
Engadget稱讚了遊戲出人意料的結局，寫道：“...找到這個結局絕對值得花費的時間。”